# Monts sous-marins de la Nouvelle-Angleterre

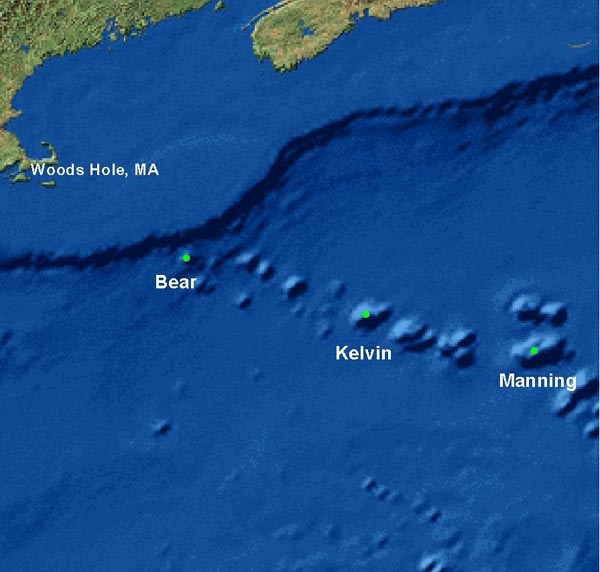
Chaîne des monts sous-marins de la Nouvelle-Angleterre.

Les monts sous-marins de la Nouvelle-Angleterre (New England Seamount chain en anglais) sont une chaîne de montagnes sous-marines de l'Océan Atlantique s'étendant sur environ un millier de kilomètres à partir du banc Georges (en), au-delà des côtes du Massachusetts. 

## Description et caractéristiques
La chaîne est composée d'environ vingt sommets volcaniques éteints, dont plusieurs dépassent les 4 000 mètres au-dessus du fond marin,. Elle est la plus longue chaîne de monts sous-marins de l'Atlantique Nord, habitée par une faune abyssale diversifiée.
La chaîne est une partie de la trace du point chaud de Nouvelle-Angleterre (en), formée par le déplacement de la plaque nord-américaine au-dessus du point chaud de Nouvelle-Angleterre. Les plus vieux volcans formés par ce même point chaud sont situés au nord-ouest de la Baie d'Hudson, au Canada.
Des scientifiques ont exploré la chaîne à maintes reprises afin notamment d'établir un recensement géologique et de réaliser un biote de la région.

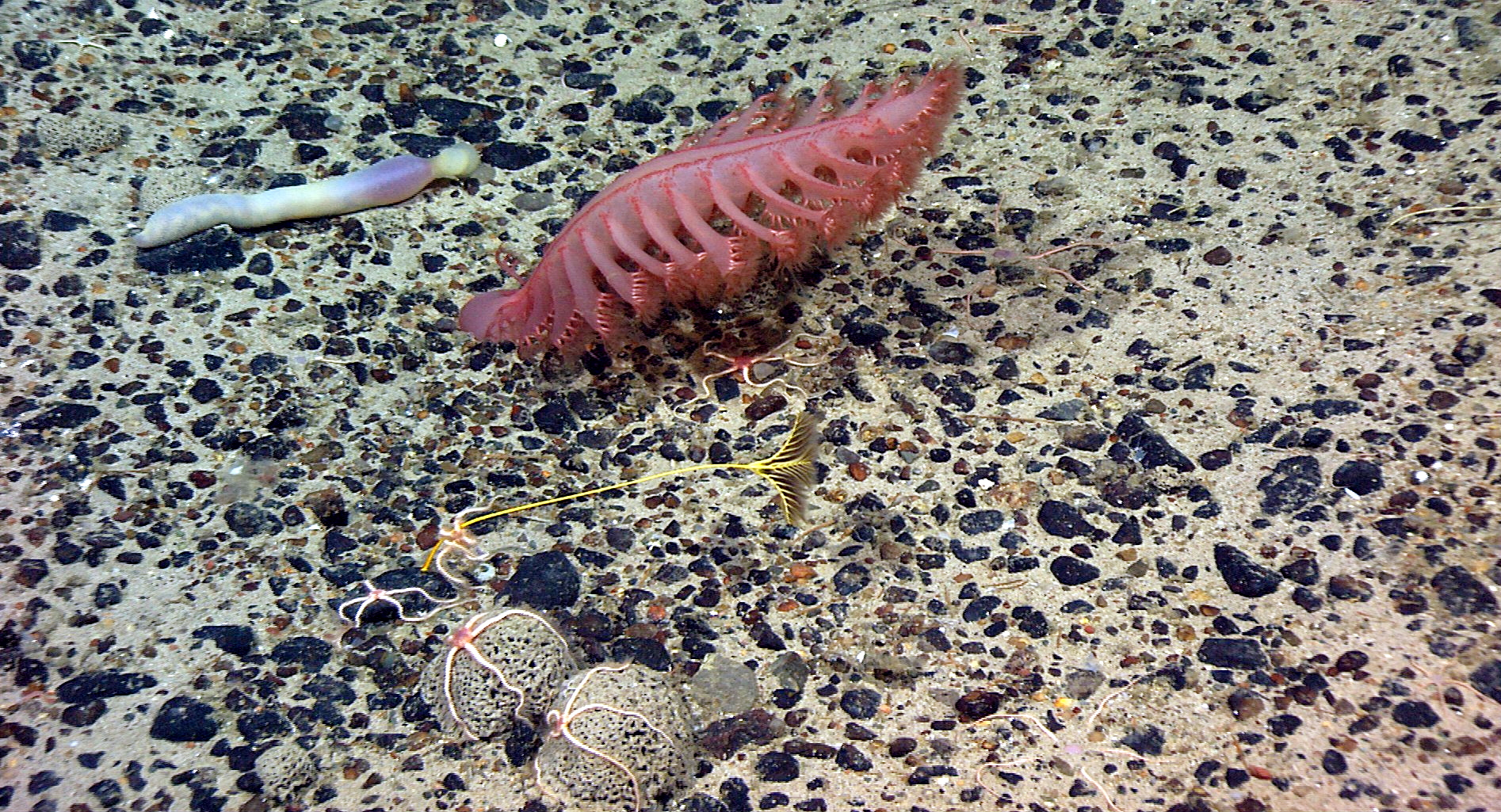
Association remarquable d'organismes benthiques des monts sous-marins de la Nouvelle-Angleterre montrant un échiurien, un pennatule, un crinoïde et deux gros xénophyophores (en bas) chacun dans les bras d'une ophiure.